# Resolució 789 del Consell de Seguretat de les Nacions Unides
La Resolució 789 del Consell de Seguretat de les Nacions Unides fou adoptada per unanimitat el 25 de novembre de 1992. Després de reafirmar les resolucions del Consell de Seguretat sobre Xipre, incloses les resolucions 365 (1974), 367 (1975), 541 (1983), 550 (1984) i 774 (1992) i observant un informe del Secretari General de les Nacions Unides, el Consell va instar a tots els interessats a implementar un conjunt de mesures de foment de la confiança.
El Consell va reafirmar el seu suport del "Conjunt d'idees" i que l'actual statu quo no és acceptable. També va fer una crida a la costat turc, a la qual havia atribuït el fracàs de les discussions, adoptant posicions coherents amb el Conjunt d'Idees.
Després d'acollir amb beneplàcit les declaracions de les dues parts que es reunirien el març de 1993, el Consell va presentar un conjunt de mesures encaminades a promoure la confiança mútua. Les propostes inclouen:
(a) reduir el nombre de tropes estrangeres a la República de Xipre al costat d'una reducció de la despesa de defensa;
(b) instar a ambdues parts a cooperar amb la Força de les Nacions Unides pel Manteniment de la Pau a Xipre (UNFICYP) per estendre l'acord de neutralització de 1989;
(c) estendre el control de la UNFICYP per incloure Varosha;
(d) promoure el contacte entre persones entre les dues comunitats mitjançant la reducció de les restriccions a la Línia Verda de les Nacions Unides a Xipre;
(e) que es redueixin les restriccions als visitants estrangers que travessen la Línia Verda;
(f) que ambdues parts proposin projectes bicomunals i es comprometin a celebrar un cens a tot Xipre;
(g) que ambdues parts realitzin estudis de viabilitat sobre el reassentament i la rehabilitació de persones que es veurien afectades pels ajustaments territorials i en relació amb un programa de desenvolupament econòmic;
Aleshores, va demanar al Secretari General Boutros Boutros-Ghali que seguís la implementació de les mesures anteriors, incloses les propostes per fer més eficaç el procés de negociació i mantenir el contacte amb el Consell de Seguretat al respecte. A la conclusió de les reunions de març de 1993, la resolució requeria que Boutros-Ghali presentés un informe sobre les reunions conjuntes.